# Saint-Julien-Chapteuil
Saint-Julien-Chapteuil ist eine französische Gemeinde mit 2.021 Einwohnern (Stand: 1. Januar 2022) im Département Haute-Loire in der Region Auvergne-Rhône-Alpes; sie gehört zum Arrondissement Le Puy-en-Velay und zum Kanton Emblavez-et-Meygal. Die Einwohner werden Captolien genannt.

## Geographie
Saint-Julien-Chapteuil liegt in der Landschaft Velay. Im Süden begrenzt der Fluss Gagne, einem Zufluss der Loire.

### Nachbargemeinden
Umgeben wird Saint-Julien-Chapteuil von den Nachbargemeinden Saint-Pierre-Eynac im Norden und Westen, Queyrières im Norden und Nordosten, Champclause im Osten, Montusclat im Osten und Südosten, Saint-Front im Südosten, Laussonne im Süden, Lantriac im Südwesten sowie Saint-Germain-Laprade im Westen und Südwesten.

## Bevölkerungsentwicklung
| Jahr                       | 1962 | 1968 | 1975 | 1982 | 1990 | 1999 | 2006 | 2012 |
| Einwohner                  | 1762 | 1646 | 1499 | 1569 | 1664 | 1804 | 1877 | 1920 |
| Quellen: Cassini und INSEE |      |      |      |      |      |      |      |      |

## Sehenswürdigkeiten
- Kirche Saint-Julien, im 12. Jahrhundert erbaut, im 16. und 19. Jahrhundert umgebaut, Monument historique seit 1907
- Kapelle Saint-Barthélemy von Chapelette aus  dem 11./12. Jahrhundert

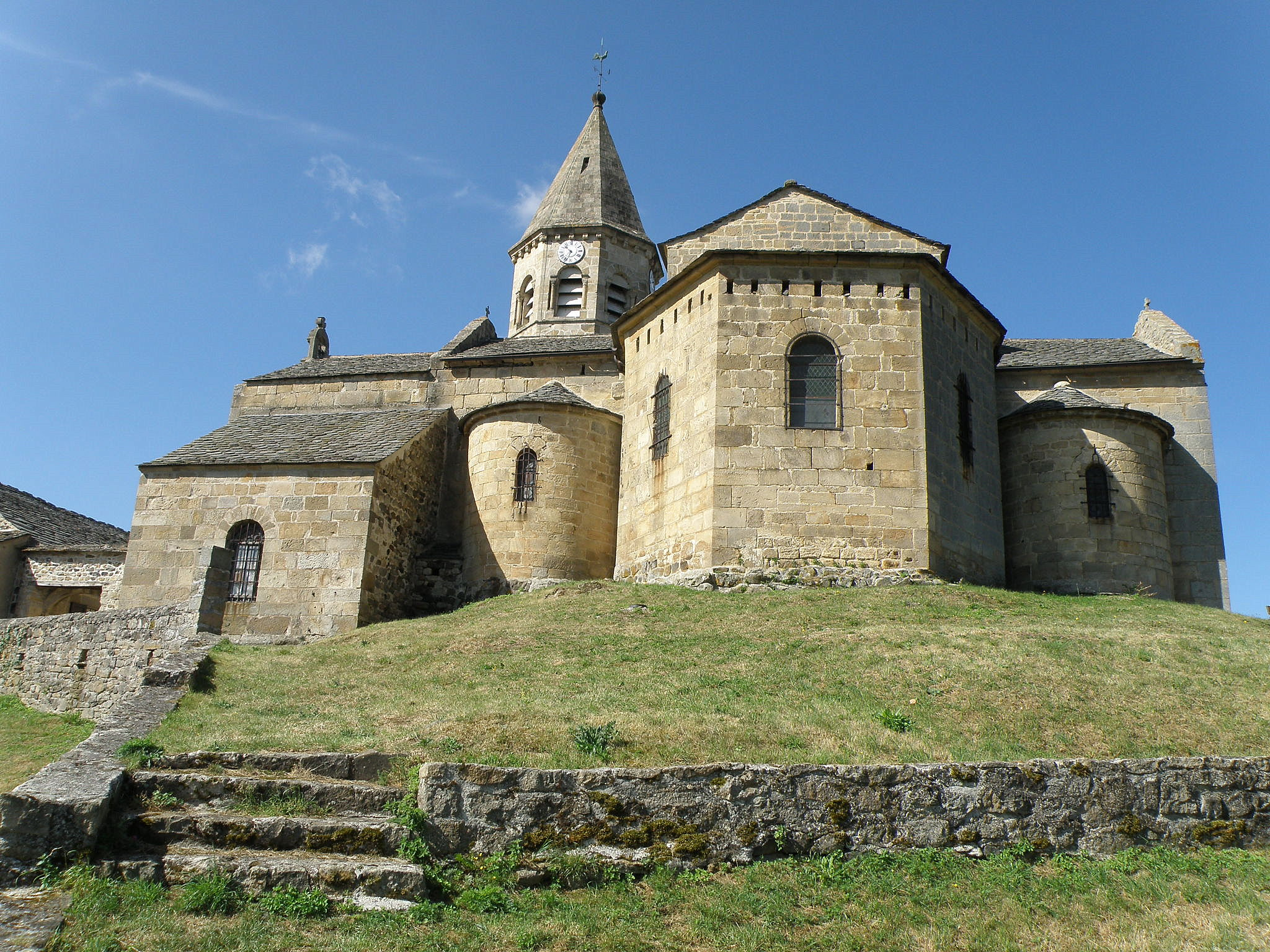
Kirche Saint-Julien

## Persönlichkeiten
- Jules Romains (eigentlich Louis Henri Farigoule, 1885–1972), Schriftsteller